# Marcelluskapelle

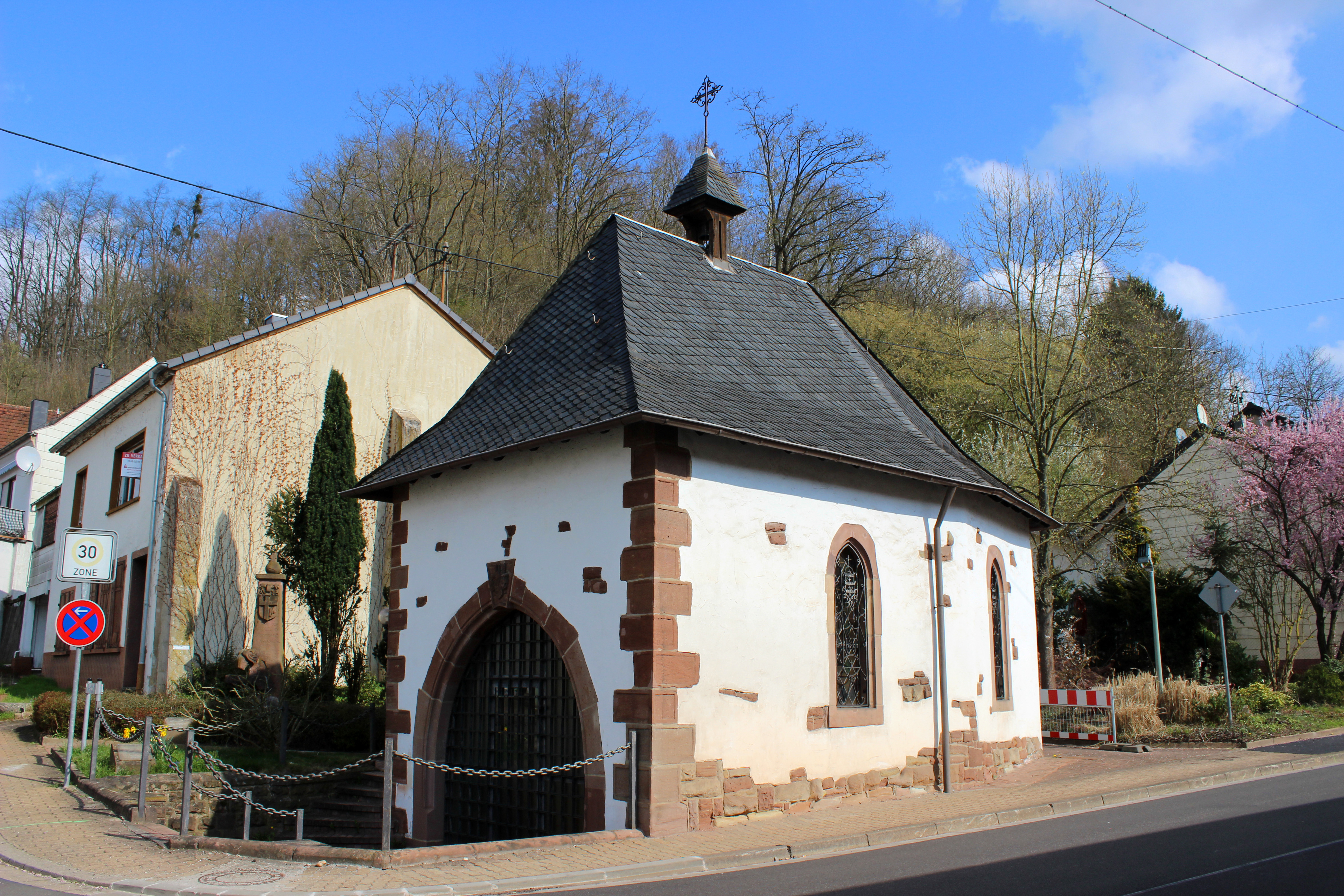
Marcelluskapelle

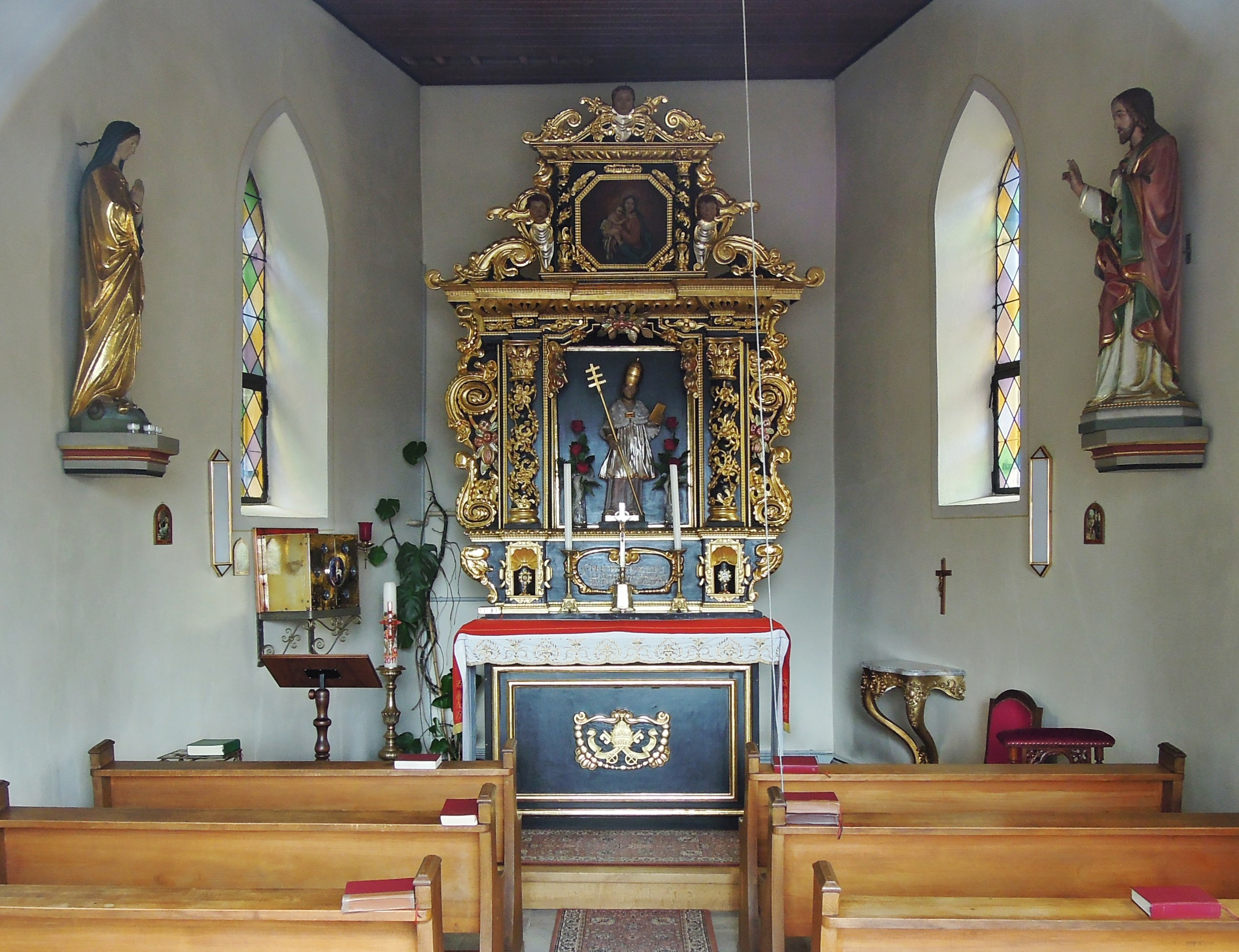
Blick in das Innere

Die Marcelluskapelle,  gelegentlich auch Marzelluskapelle oder Deutschherrenkapelle,  ist eine römisch-katholische Kapelle im saarländischen Beckingen. Sie steht als Einzeldenkmal unter Denkmalschutz.

## Geschichte
Die Kapelle wurde 1634 von Philipp Arnold von Ahr, dem Komtur des Deutschen Ordens erbaut. Während der Säkularisationswelle der französischen Revolution wurde die Kapelle versteigert und wechselte danach mehrfach den Besitzer. Ein Interdikt des Bischofs von Metz untersagte schließlich Gottesdienste in der kleinen Kirche. 1712 wurde dennoch ein auf sieben Jahre befristeter Ablass von Papst Clemens XI. für die Kapelle erlaubt.
1858 erwarb die Kirchengemeinde Beckingen die Marcelluskapelle von privaten Besitzern, doch das kleine Gotteshaus verfiel in den folgenden Jahrzehnten. Erst 1914/15 kam es zu ersten Restaurierungsmaßnahmen. 1925 erfolgte dann eine größere Restaurierung, Anfang der 1950er Jahre wurde erneut innen und außen restauriert. 1969/70 wurden Dach und Dachstuhl erneuert und ein hölzerner Dachreiter mit Glocke installiert. Außerdem wurde das alte Portal durch ein schmiedeeisernes ersetzt. 1981 und 1997 folgten weitere Restaurierungsmaßnahmen.

## Architektur
Die Inschrift auf dem Schluss-Stein des Portalbogens nennt den Erbauer: „P.A.V.A.L.D.B.L.T.O.R. 1634“ (ausgeschrieben: Philipp Arnold von Ahr, Landcomthur der Balley Lothringen, Teutsch Ordens Ritter 1634) und zeigt das vereinigte Familienwappen des Erbauers Philipp von Ahr und das des Deutschen Ordens. Der einjochige Saalbau wird im Osten von einem dreiseitigen Chor abgeschlossen. Das geschieferte Walmdach wird zentral von einem kleinen hölzernen Dachreiter mit Geläut bekrönt. Saal und Chorseiten besitzen je ein spitzbogiges Buntglasfenster auf beiden Längsseiten. 

## Ausstattung
Der Altar stammt von einem Tiroler Holzschnitzer und wurde laut Datum auf der Predella 1684 gefertigt. Er ist aus Eichenholz und ist mit reichem Schnitzwerk verziert. Im Mittelpunkt steht eine hölzerne Marcellus-Figur aus dem Jahr 1634. Auf den beiden Längsseiten stehen links eine Marienfigur und rechts eine Christusfigur auf Konsolen. Eckquaderungen und Sandsteinbossierungen schmücken den Putzbau außen. Im Westen öffnet ein spitzbogiges schmiedeeisernes Portal den Eingang zur Kirche.